# Stereum durum
Stereum durum är en svampart som beskrevs av Lloyd 1919. Stereum durum ingår i släktet Stereum och familjen Stereaceae.   Inga underarter finns listade i Catalogue of Life.